# علوم سياسية في التعليم
تعود دراسة العلوم السياسية في التعليم بوصفها تخصص أكاديمي إلى أصلين. يعتمد الأصل الأول على نظريات العلوم السياسية، بينما يتجذر الثاني في النظرية التنظيمية. وتحاول العلوم السياسية توضيح كيفية استخدام الجمعيات والمنظمات الاجتماعية للنفوذ في وضع التشريعات وتخصيص الموارد. حيث تستخدم النظرية التنظيمية النظريات العلمية في الإدارة للوصول إلى فهم أعمق لوظائف المؤسسات.
وقد رسم الباحثون حدودًا فاصلة بين نوعين من العلوم السياسية في المدارس. ويشير مصطلح السياسات الصغرى إلى استخدام النفوذ الرسمي وغير الرسمي على يد الأفراد والجماعات لتحقيق أهدافهم في المنظمات. وتعد العمليات التعاونية والنزاعية جزءًا لا يتجزأ من السياسات الصغرى. ويشير مصطلح السياسة الكلية إلى الكيفية التي يستخدم بها النفوذ ويصنع بها القرار على مستوى المقاطعة والولاية والمستوى الفيدرالي. وتعد السياسة الكلية بصفة عامة من الأمور التي توجد خارج المدرسة، ولكن الباحثين أشاروا إلى أن مستويات السياسات الصغرى والكلية قد توجد عند أي مستوى من مستويات النظام المدرسي اعتمادًا على الظروف المحيطة به.
جدير بالذكر أن هناك فرقًا كبيرًا بين «سياسة التعليم» و«السياسة في التعليم». وقد طلبت أوساط أكاديمية إجراء المزيد من المناقشات حول الخلافات السائدة في العالم لتحديد السياسة في السياق التعليمي.